# اوزیورنایا (دریای اختسک)
اوزیورنایا (انگلیسی: Ozyornaya) یک رودخانه در سرزمین کامچاتکای کشور روسیه است.